# Alaska Central Express

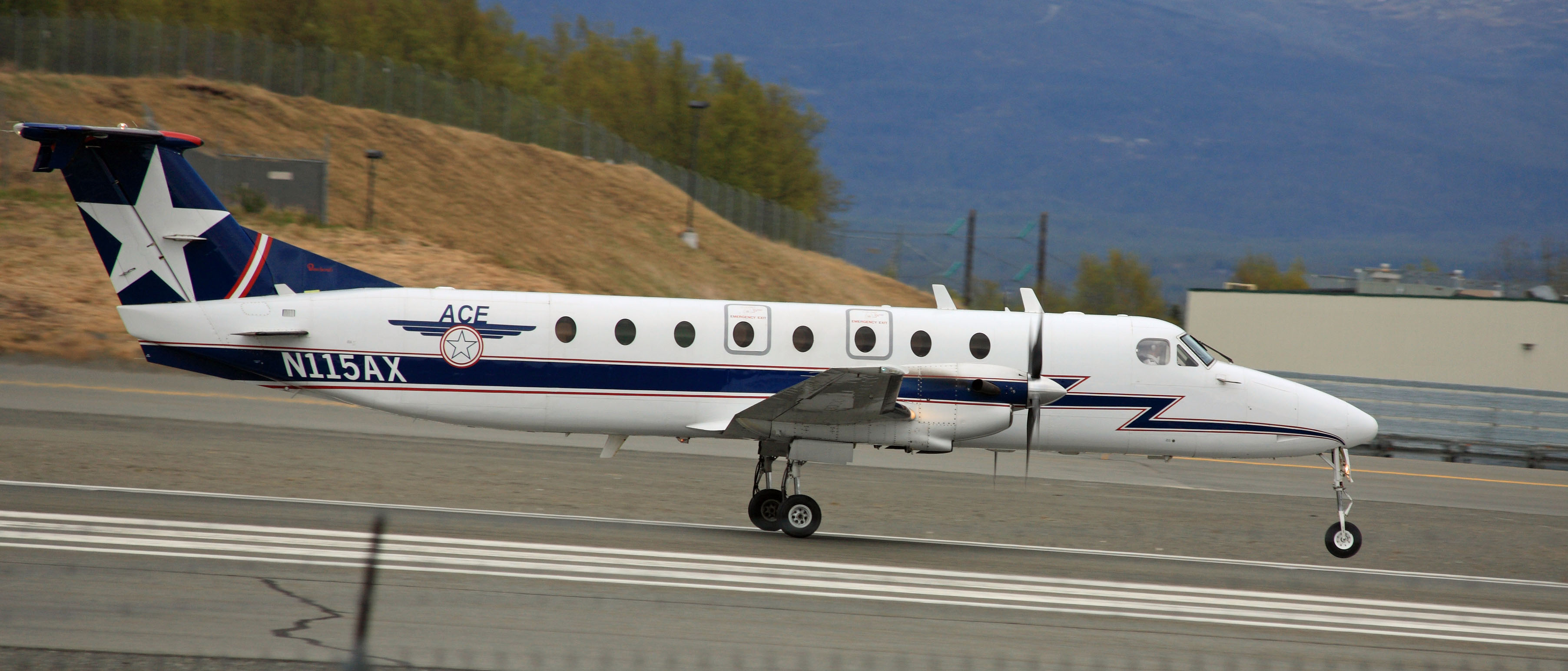
Посадка турбогвинтового літака компанії Alaska Central Express в Анкориджі

Alaska Central Express — регіональна авіакомпанія Аляски, США, що базується в Міжнародному аеропорту Анкоріджа імені Теда Стівенса. Вона здійснює вантажні та поштові експрес-послуги.

## Історія
Авіакомпанія була створена в 1996 році у місті Фербанкс, Аляска.
Більшість пілотів, механіків і обслуговчого персоналу, а також техніка дісталися Alaska Central Express від MarkAir Express — філії збанкрутілої авіакомпанії MarkAir.

## Призначення
Alaska Central Express станом на січень 2005 року здійснювала вантажні перевезення по наступним внутрішнім регулярним напрямами: Анкоридж, Аніак, Атмаутлуак, Бетел, Чефорнак, Чевак, Колд-Бей, Діллінгем, Датч-Харбор, Ік, Хупер-Бей, Джуно, Кетчікан, Кінг-Салмон, Кіпнук, Кадьяк-Айленд, Конгіганак, Куїгіллінгок, Маршалл, Ньюток, Найтмьют, Пітерсберг, Порт-Хейден, Куїнагак, Санд-Пойнт, Скаммон-Бей, Ситка, острів Святого Георгія, острів Святого Павла, Тогіак, Токсук-Бей, Тунтутуліак, Тунунак, Врангель і Якутат.

## Флот
Станом на березень 2014 року авіапарк Alaska Central Express включав в себе такі літаки:
| Тип літака                    | Кількість | Примітки |
| ----------------------------- | --------- | -------- |
| Raytheon Beech 1900C Airliner | 7         |          |
| Всього                        | 7         |          |

## Події та інциденти
22 січня 2010 року в Санд-Пойнті рейс 22 Alaska Central Express розбився, впавши в морі біля кінця злітно-посадкової смуги через кілька секунд після зльоту. Обидва члени екіпажу загинули.
8 березня 2013 року літак рейсу 51, який прямував з Кінг-Салмона в Діллінгем розбився біля пагорбів у Алекнагике; обидва члени екіпажу, капітан і другий пілот, загинули.